# Cyclocross-Weltmeisterschaften 2001
Die Cyclocross-Weltmeisterschaften 2001 wurden am 3. und 4. Februar im tschechischen Tábor ausgetragen, auf dem Gelände des Cyklokros Tábor. Start- und Ziellinie lagen auf der Straße Berlinská.

## Ergebnisse

### Männer Elite
| Platz | Land       | Sportler        |
| ----- | ---------- | --------------- |
| 1     | Belgien    | Erwin Vervecken |
| 2     | Tschechien | Petr Dlask      |
| 3     | Belgien    | Mario De Clercq |

### Frauen
| Platz | Land        | Sportler             |
| ----- | ----------- | -------------------- |
| 1     | Deutschland | Hanka Kupfernagel    |
| 2     | Niederlande | Corine Dorland       |
| 3     | Niederlande | Daphny van den Brand |

### Junioren
| Platz | Land       | Sportler        |
| ----- | ---------- | --------------- |
| 1     | Tschechien | Martin Bína     |
| 2     | Tschechien | Radomír Šimůnek |
| 3     | Tschechien | Jan Kunta       |

### U 23
| Platz | Land       | Sportler            |
| ----- | ---------- | ------------------- |
| 1     | Belgien    | Sven Vanthourenhout |
| 2     | Tschechien | Tomáš Trunschka     |
| 3     | Tschechien | David Kášek         |